# Лазаревка (Амурская область)
Ла́заревка — село в Тамбовском районе Амурской области России. Административный центр и единственный населённый пункт Лазаревского сельсовета.

## География
Село Лазаревка расположено в 6 км к северу от автодороги областного значения Тамбовка — Екатеринославка.
Расстояние до районного центра Тамбовского района села Тамбовка — 15 км (на юго-запад, через Чуевку).
На северо-запад от села Лазаревка идёт дорога к селу Андреевка Ивановского района.

## Население
| 2002 | 2010 | 2012 | 2013 | 2014 | 2015 | 2016 |
| ---- | ---- | ---- | ---- | ---- | ---- | ---- |
| 463  | ↘380 | ↘365 | →365 | ↘356 | ↘337 | ↘326 |
| 2017 | 2018 |      |      |      |      |      |
| ↘318 | ↘314 |      |      |      |      |      |

По данным переписи 1926 года по Дальневосточному краю, в населённом пункте числилось 195 хозяйства и 1232 жителя (599 мужчин и 633 женщины), из которых преобладающая национальность — украинцы (119 хозяйств).

## Улицы
- ул. Высокая,
- ул. Молодёжная,
- ул. Набережная,
- ул. Садовая,
- ул. Центральная.